# 完顏撒改
完顏撒改（11世紀—1121年），金景祖完顏烏骨乃之孫，金世祖完顏劾里鉢之長兄韩国公完顏劾者之子。1115年7月任国论勃极烈（相当于國相），9月改為國論忽魯勃极烈。死后追封燕国王。正隆年間降封陈国公。大定三年，改赠金源郡王，配享太祖庙廷，谥號忠毅。有子完顏宗翰、完顏宗憲。

## 背景
金景祖完顏烏古迺是統一女真诸部的主要人物。他喜愛次子完顏劾里鉢（金世祖）的胆勇材略，所以劾里鉢的后代在金國的政治中占統治地位。當儿子們都長大成人時，按女真習俗應當各自搬到不同的宮邸中生活，但烏古迺讓長子劾者与次子劾里鉢同邸，由劾者专治家务，劾里鉢主外事。這是以后劾者之子孫完顏撒改、完顏宗翰長期擔任國論勃极烈（相當于國相）一職，而劾里鉢之子完顏阿骨打、完顏吳乞買成為皇帝的一個遠因。
因為尊重伯父一系的原因，完顏阿骨打剛成為都勃极烈時，与完顏撒改分治女真诸部。匹脱水以北由完顏阿骨打统治，来流水一帶則由完顏撒改统治。
《金史》載：“撒改为人，敦厚多智，长于用人，家居纯俭，好稼穑。自始为国相，能驯服诸部，讼狱得其情，当时有言：‘不见国相，事何从决。’及举兵伐辽，撒改每以宗臣为内外倚重，不以战多为其功也。” 死時，“太祖往吊，乘白马，剺额哭之恸。及葬，复亲临之，赗以所御马。”

## 延伸阅读
[在维基数据编辑]
 《金史·卷70》，出自脱脱《金史》